# 永平寺町立吉野小学校
永平寺町立吉野小学校（えいへいじちょうりつ よしのしょうがっこう）は、福井県永平寺町松岡にある公立小学校である。

## 通学区域
松岡吉野堺・松岡吉野・松岡小畑・松岡西野中・松岡島・松岡宮重・松岡湯谷・松岡上吉野・松岡越坂1・2丁目・松岡石舟・松岡松ヶ丘

## 進学先中学校
- 永平寺町立松岡中学校

## 交通
- えちぜん鉄道勝山永平寺線 松岡駅より 徒歩40分